# Locomotiva FS 880
La locomotiva a vapore del gruppo 880 è una locotender a 4 assi con asse anteriore portante a vapore surriscaldato e a semplice espansione a 2 cilindri esterni.

## Storia
Le locomotive a vapore del gruppo 880 furono ideate per l'utilizzo su linee secondarie, evolvendo il progetto del precedente gruppo 875, passando dal vapore saturo a quello surriscaldato, cosa che causò la sostituzione dei cassetti di distribuzione con cilindri di distribuzione.
Avevano la caratteristica di un ridotto carico assiale e le modeste dimensioni, che permetteva il loro utilizzo anche su tratte di linea particolarmente dissestate e dotate di piattaforma di giratura.
Proprio le piccole dimensioni e l'uso su linee secondarie, con frequenti soste e partenze, fecero del progetto del gruppo 880 una scommessa, in quanto non si era certi che si sarebbe riusciti a sfruttare i vantaggi del vapore surriscaldato. La scommessa fu ampiamente vinta.
Vennero costruite in 60 esemplari tra il 1916 e il 1922. Altre macchine, numerate dal 102 al 217, sono unità che derivano dalla trasformazione del gruppo 875 effettuata tra il 1931 e il 1933.
Queste locomotive erano molto adatte al servizio su linee pianeggianti con treni passeggeri e merci con modesto numero di carri.
Furono utilizzate in servizio in quasi la totalità dell'Italia peninsulare e il maggior numero di esemplari fu assegnato ai depositi di Cremona, Novara e Cuneo.
Per la loro versatilità furono anche noleggiate ad alcune ferrovie in concessione (Ferrovie del Sud Est, La Ferroviaria Italiana). L'ultimo utilizzo continuativo di questa locomotiva è datato 1978 su una linea ferroviaria merci piemontese.
Alcuni esemplari sopravvivono presso musei e collezioni private:
- 880.001 atta al servizio ma non immatricolata, si trova nella rimessa locomotive di Primolano ed è la titolare del treno storico della Val Brenta. È di proprietà dell'associazione di promozione sociale Società Veneta Ferrovie.
- 880.002 monumentata in un parco pubblico a Carmignano di Brenta.
- 880.004 monumentata alla Stazione di Romagnano Sesia.
- 880.006 conservata all'aperto presso il Palazzo Te di Mantova, 03/1948-05/1959 noleggio da parte delle Ferrovie del Sud Est.
- 880.008 proprietà del Museo Ferroviario Piemontese, a Santhià in attesa di trasferimento a Savigliano.
- 880.009 dal 2025 monumentata alla stazione ferroviaria di Foggia, in precedenza fu conservata all'aperto nella villa comunale di Foggia, in ricordo dei ferrovieri caduti durante i bombardamenti di Foggia.
- 880 010 è monumento a Castelnovo di Sotto presso l'ex stazione della linea delle Ferrovie Reggiane Reggio Emilia-Boretto.
- 880.012 esposta all'aperto presso l'Azienda Agricola Tosi Giancarlo & Giovanni a Senago.[1]
- 880.023 esposta al Museo di Trieste Campo Marzio (momentaneamente chiuso per restauro).
- 880.038 conservata all'aperto ma in buone condizioni all'entrata del Deposito Locomotive di Bologna Centrale.
- 880.045 smontata in attesa di finanziamento per revisione generale, proprietà del Museo Ferroviario Piemontese.
- 880.046 demolita, caldaia utilizzata sulla 880.051.
- 880.051 guasta, in attesa di riparazioni si trova ricoverata presso DRS Pistoia.
- 880.054 monumentata nell'area del DLF Treviso.
- 880.108 monumentata a Villa Santina (UD) presso la ex stazione della Ferrovia Carnia–Tolmezzo–Villa Santina
- 880.157 (ex 875.057 trasformata nel 1931) utilizzata per treni turistici in Francia sulla ferrovia turistica Monts du Lyonnais tra l'Arbresle e Ste Foy Argentiere.
- 880.159 (ex 875.059 trasformata nel 1933) monumentata nel Museo della Scienza e della Tecnica "Leonardo Da Vinci" di Milano.

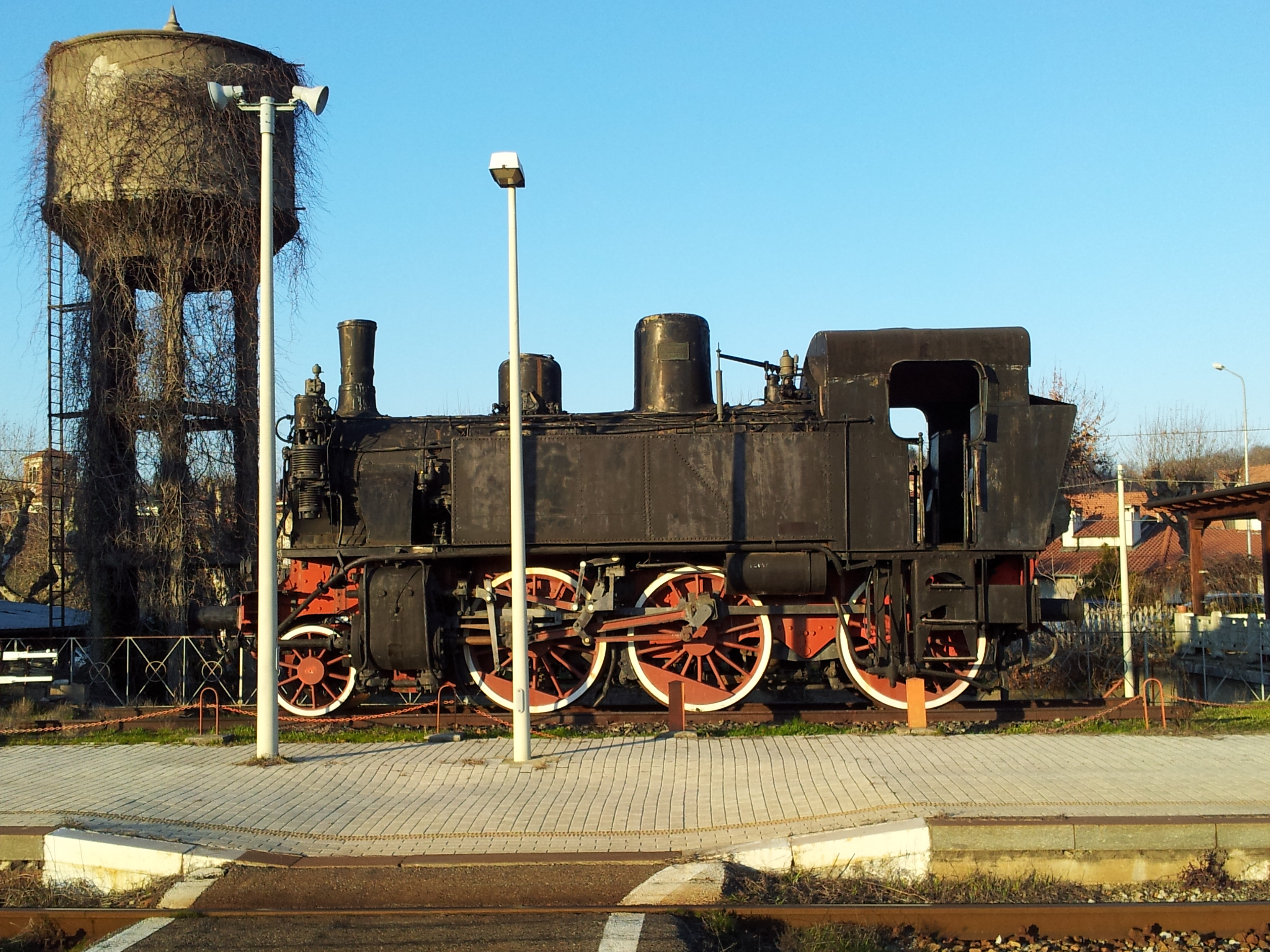
Locomotiva 880 004 a Romagnano Sesia.

## Caratteristiche
Le 880 riprendono la maggior parte delle soluzioni tecniche delle precedenti locomotive 875. Si differenziano per l'adozione del surriscaldatore che date le caratteristiche del servizio svolto, con frequenti fermate, dovette essere del tipo ad ampia superficie di surriscaldamento. Può apparire una differenza di poco conto, ma la 880 ha una caldaia più grande e cilindri di distribuzione al posto del cassetto, quindi la conversione delle 115 locomotive dal gruppo 875 al gruppo 880 richiese una nuova caldaia, una nuova sella di appoggio per la caldaia e un nuovo blocco dei cilindri. Per il resto le locomotive mantennero le stesse prestazioni di potenza e velocità massima delle 875. Alcune macchine in seguito ricevettero una modifica che aumentò la scorta di carbone da 1.700 a 3.300 kg.